# 聞法寺 (青森県外ヶ浜町)
聞法寺（もんぽうじ）は、青森県東津軽郡外ヶ浜町平舘石崎字元宇田にある日蓮宗の寺院。山号は宇田山。
外ヶ浜町内には行満寺（大正時代に建立された小堂が起源で昭和2年蟹田教会所となり、昭和24年本堂が建立され、昭和27年行満寺と改称した。）等がある。

## 歴史
安永8年（1779年）、聞法院日照（青森市の蓮華寺16世）により創建された。寺号は聞法院日照の院号に因む。明治17年（1884年）聞法寺を公称した。戦後火災で本堂を焼失した。
現在の本堂は昭和32年（1957年）に再建されたもの。昭和56年（1981年）水子観世音菩薩堂が建立された。昭和61年（1986年）山門が建立された。平成6年（1994年）大書院、位牌堂、庫裡が建立された。平成15年（2003年）蓮華阿闍梨日持（六老僧の一人）と船頭蠣崎甚兵衛の銅像が建立された。

## 境内
- 本堂

## 歴代
- 工藤日英
- 田中日学
- 北村日廣
- 工藤日耀
- 工藤日温